# Наджафзаде, Кямиль Наджаф оглы
Наджафзаде, Кямиль Наджаф оглы  (азерб. Kamil Nəcəf oğlu Nəcəfzadə; 20 декабря 1929, Ленкорань - 29 июня 2011, Баку) — азербайджанский художник, художник-постановщик, сценарист, Народный художник Азербайджанской ССР (1989), дважды лауреат Государственной премии Азербайджанской ССР (1980, 1986), лауреат ордена "Слава", член Союза кинематографистов и Союза художников Азербайджана.

## Биография и творчество
Кямиль Наджафзаде родился 29 декабря 1929 года в городе Ленкорань. С 1943 по 1948 года обучался в Художественном училище имени Азима Азимзаде. Затем в 1949 году поступил в Всероссийский государственный институт кинематографии имени С. А. Герасимова. В 1955 году окончил художественный факультет ВГИК и начал работать художником-постановщиком на киностудии «Азербайджанфильм».
Камиль Наджафзаде, помимо своих вкладов в кинофильмы, проявил себя также в живописи, графике и театральном искусстве.
Он режиссировал спектакли "Князь" Гусейна Джавида на сцене Национального Драматического Театра Азербайджана в 1964 году и «Фархад и Ширин» Самеда Вургуна на сцене Русского Драматического Театра имени Самеда Вургуна в 1974 году.
Он также участвовал во многих художественных выставках как в республике, так и за рубежом, и был автором индивидуальных выставок.
Наджафзаде является отцом кинорежиссера Шамиля Наджафзаде.
Кямиль Наджафзаде умер 29 июня 2011 года.

## Фильмография
Большинство фильмов, в создании которых принимал участие Кямиль Наджафзаде, вошли в "Золотой фонд" азербайджанского кинематографа.
- Черные скалы (1956)
- Двое из одного квартала (1957)
- На дальных берегах (1958)
- Настоящий друг (1959)
- Наша улица (1961)
- Маттео Фалконе (1961)
- Я буду танцевать (1962)
- Кого мы больше любим – Вершина (1964)
- Улдуз (1964)
- Водяная справка (1965)
- Ты почему молчишь? (1966)
- Я не была красавицей (1968)
- В этом южном городе (1969)
- Ритмы Апшерона (1970)
- Азербайджанское искусство (II) (1970)
- Главное интервью (1971)
- Живите девушки (1972)
- Новые приключении Джыртдана (1973)
- Попутный ветер (1973)
- Четыре воскресение (1975)
- Фирангиз (1975)
- День рождения (1977)
- Прилетала сова… (1978)
- Оазис в огне (1978)
- Простите нас (1979)
- Золотая пропасть (1980)
- Послезавтра в полночь.. (1981)
- Повесть о гранатовом дереве (1984)
- Дачный сезон (1985)
- Пора седлать коней (1985)
- Сурайя (II) (1987)
- Родные берега (1989)
- Анекдот (1989)
- Убийство в ночном поезде (1990)
- Прима (1994)

## Награды и звания
- "Народный художник Азербайджанской ССР" почетное звание — 17 мая 1989[4]
- "Заслуженный художник Азербайджанской ССР" почетное звание — 23 декабря 1976[5]
- "Заслуженный работник искусства Чечено-Ингушской АССР" почетное звание — 1964
- 2 раза Лауреат Государственной премии Азербайджанской ССР:
  - 22 апреля 1980 (за работу художником в фильме "День рождения")[6]
  - 26 апреля 1986 (за работу художником в фильме "Один день, полночь...")[7]
- Орден "Слава" — 28 декабря 1999
- Персональная пенсия Президента Азербайджанской Республики — 11 июня 2002[8]